# لکستون، ایست رادینگ آو یورک‌شر
لکستون (به انگلیسی: Laxton) یک روستا و محله مدنی در بریتانیا است که در East Riding of Yorkshire واقع شده‌است. لکستون ۳۱۴ نفر جمعیت دارد.